# Invitation à la danse (film, 1944)
Pour les articles homonymes, voir Invitation à la danse.
Pour plus de détails, voir Fiche technique et Distribution.
Invitation à la danse (Lady, Let's Dance) est un film américain de Frank Woodruff, sorti en 1944. Le film fut nommé pour deux Oscars : Oscar de la meilleure chanson originale et Oscar de la meilleure musique de film lors de la 17e cérémonie des Oscars.

## Fiche technique
- Titre original : Lady, Let's Dance
- Titre français : Invitation à la danse
- Réalisation : Frank Woodruff
- Scénario : Peter Milne, Paul Girard Smith, Bradbury Foote et Scott R. Dunlap
- Photographie : Mack Stengler
- Musique : Edward J. Kay
- Montage : Richard C. Currier
- Société de distribution : Monogram Pictures
- Pays de production :  États-Unis
- Format : Noir et blanc - 1,37:1 - Mono
- Genre : Film musical et romance
- Durée : 88 minutes
- Date de sortie : États-Unis : 11 avril 1944

## Distribution
- Belita : Belita
- James Ellison : Jerry Gibson
- Walter Catlett : Timber Applegate
- Lucien Littlefield : M. Snodgrass
- Harry Harvey : Fraser
- Emmett Vogan : Stack
- Harry Harvey : Fraser
- Jack Rice : Given
- Werner Groebli : lui-même
- Hans Mauch : lui-même
- Eugene Mikeler : lui-même
- Maurice St. Clair : Manuelo
- Mitchell Ayres
- Lou Bring
- Henry Busse
- Eddie Le Baron
- Myrtle Godfrey : lui-même